# 1581
1581 (MDLXXXI) var ett normalår som började en söndag i den julianska kalendern.

## Händelser

### Juli
- 26 juli – Staten-Generaal blir Nederländernas högsta myndighet.[1]

### September
- 6 september – En svensk styrka under Pontus De la Gardie erövrar Narva.

### Okänt datum
- Den finske stormannen Klas Fleming låter härja runt ryska Olonets.
- Hertig Karl (IX) utlovar i en skrivelse till menige man i Värmland, att den som anlägger en smälthytta skall få sex års skattefrihet, detta för att få igång gruvdriften.
- Gustav Vasas dotter Elisabet Vasa gifter sig i Stockholm med hertig Kristofer av Mecklenburg.
- Per Brahes Oeconomia eller Hushållsbok för ungt adelsfolk ges ut. Denna bok kommer att få stor betydelse i unga svenska adelsmäns utbildning.
- Värmland bryts ut ur Skara stift och bildar ett eget.
- Portugiserna uppsätter Dona Catherina av Kandy som marionettregent på Sri Lanka, vilket leder till en statskupp.

## Födda
- 4 januari – James Ussher, irländsk ärkebiskop och teolog.
- 30 januari – Kristian av Brandenburg-Bayreuth, markgreve av Brandenburg-Bayreuth
- 16 mars – Pieter Corneliszoon Hooft, nederländsk diktare, dramatiker och historiker.
- 3 april – Johannes Rudbeckius, svensk biskop och skriftställare.
- 24 april – Vincent de Paul, fransk romersk-katolsk präst och ordensgrundare, helgon.
- 5 augusti – Hedvig av Danmark, kurfurstinna av Sachsen.
- Giovanni Battista Soria, italiensk arkitekt.

## Avlidna
- 17 augusti – Sabine av Württemberg, lantgrevinna av Hessen-Kassel.
- Agatha Streicher, tysk läkare.

### Fotnoter
1. ↑  World Statesmen (läst 3 april 2011)